# Kecerovce
Kecerovce (Hongaars: Kecer) is een Slowaakse gemeente in de regio Košice, en maakt deel uit van het district Košice-okolie.
Kecerovce telt 3.044 inwoners.